# 새로운물결
새로운물결은 대한민국의 정당이다. 2022년 1월 4일부터 2022년 4월 4일까지 당대표는 김동연이었고, 이후 2022년 4월 15일에 사무총장 반재호 당대표 권한대행 체제를 마지막으로써 더불어민주당에 흡수 합당되었다.
2021년 10월 28일 창당준비위원회를 구성하고, 2022년 1월 4일 창당하였다. 2022년 2월 기준으로 당대표는 김동연이었다. 2022년 4월 4일을 기하여 김동연의 당대표 사퇴 및 탈당 선언 이후 2022년 4월 15일을 기하여 더불어민주당에 합당되었다.

## 역대 지도부

### 당대표
| 대수   | 대표   | 직함           | 임기                           |
| ------ | ------ | -------------- | ------------------------------ |
| 1      | 김동연 | 당대표         | 2022년 1월 4일~2022년 4월 4일  |
| (임시) | 반재호 | 당대표권한대행 | 2022년 4월 4일~2022년 4월 15일 |

### 창당준비위원회
2021. 10. 28.~2022. 1. 4.
- 창당준비위원장: 김동연
- 창당준비위원회 부위원장: 박기태, 문우식, 심재성

### 1기 지도부
2022. 1. 4.~2022. 4. 15.
- 당대표: 김동연→반재호(권한대행)
- 사무총장: 반재호
- 최고위원: 손재범, 오진섭, 최윤철
- 상임고문: 박기태, 문우식, 심재성

## 주요 선거 결과

### 대통령 선거
| 연도   | 선거 | 후보자 | 득표 | 득표율      | 결과 | 당락 |
| ------ | ---- | ------ | ---- | ----------- | ---- | ---- |
| 2022년 | 20대 | 김동연 | -    | \| \| 0% \| | -    | 사퇴 |
|        | 0%   |        |      |             |      |      |